# SUPER GENERATION
SUPER GENERATION，是水树奈奈第13张单曲CD。2006年1月18日发售，商品編号KICM-1156。在Oricon公信榜周排行榜上，最高排行第6位。單曲「SUPER GENERATION」是水樹奈奈第一次作曲。

## 收錄曲
1. SUPER GENERATION
  - 作詞、作曲：水樹奈々
  - 編曲：藤田淳平（Elements Garden）
  - 朝日系综艺节目片尾曲
2. BRAVE PHOENIX
  - 作詞、作曲、編曲：上松範康（Elements Garden）
  - 電視動畫《魔法少女奈葉A's》第12話插入曲
3. 光
  - 作詞、作曲：伊東大和
  - 編曲：井上日徳
  - PS2遊戲主題曲

## 外部連結
- CDJapan（页面存档备份，存于）